# نام ایر
نام ایر (به انگلیسی: NAM Air) یک شرکت هواپیمایی با کد یاتا IN است که در ۲۰۱۳ میلادی تأسیس شده و در ۱۱ دسامبر ۲۰۱۳ فعالیتش را آغاز کرده‌است. قطب نام ایر در فرودگاه بین‌المللی سوئکارنو-هتا قرار دارد.